# Спољни Хебриди
Спољни Хебриди (енгл. Outer Hebrides, гелски Na h-Eileanan Siar или Innse Gall) су архипелаг који се налази северозападно од обале Шкотске, а југоисточно од обале Унутрашњих Хебрида. Укупна површина острва је 3070 km² и на њему живи 27.400 становника 2013.
Административно, Спољни Хебриди су једна од 32 области Шкотске. Главно насеље и административни центар острва је градић Сторновеј.